# 多瑟奈姆-科克斯贝格
多瑟奈姆-科克斯贝格（法語：Dossenheim-Kochersberg，发音：[dɔsənaim.kɔkəʁsbɛʁg] 或 [dɔsənaim.kɔxəʁsbɛʁk]）是法国下莱茵省的一个市镇，属于萨韦尔讷区和布克斯维莱尔县（Bouxwiller）。该市镇总面积1.79平方公里，2009年时的人口为240人。

## 人口
多瑟奈姆-科克斯贝格人口变化图示